# یواس‌اس سرس (۱۸۵۶)
یواس‌اس سرس (۱۸۵۶) (به انگلیسی: USS Ceres (1856)) یک کشتی بود که طول آن ۱۰۸ فوت ۴ اینچ (۳۳٫۰۲ متر) بود. این کشتی در سال ۱۸۵۶ ساخته شد.